# 陰竹郡
陰竹郡（ウムジュクぐん、음죽군）は大韓民国京畿道利川市南部地域にあった旧行政区画で、現在の長湖院邑・雪星面・栗面に該当する。

## 由来
三韓時代の怒藍国は三国時代の奴音竹県に比定されるが、これは音が似ているからだ。昔の陰竹郡の中心である長湖院は本来、長海院という駅院に由来するが、日本統治時代に突然長湖院に変わり、この経緯が釈然としないという。長湖院邑を流れる清渼川はもともと天民川であったが、大東輿地図の作成過程で天尾川に誤記され、後で今の清渼川になったという。長湖院邑と雪星面の境界をなす雪星山には雪城という城があるが、新羅時代に雪が降り積もった跡に沿って城を築造したため、こういう名前となったという。

## 歴史
- 三韓時代に馬韓の怒藍国だった。西暦9年（温祚王27年）に馬韓が百済に併合されると、百済の支配体制下で小国体制が続いた。

- 西暦475年、高句麗の南侵で漢城百済が敗亡すると、高句麗軍に占領され、「奴音竹県」となった。

- 5世紀末に新羅の領土となった。757年（景徳王16年）に全国の行政体制および行政単位の名称を改革した時、陰竹県に改名し、介山郡の属県となった。以後、陰竹という名前は特に変動なし。陰竹県の治所は今の長湖院邑善邑里にあり、善邑里を中心に県内面となった。

- 1895年 23府制で行政区域が再編され、忠州府管轄の陰竹郡となったが、翌年再び京畿道に編入された。陰竹郡下に県内面、東面、南面、北面、西面、上栗面、下栗面の7面があった。

- 1910年 北面と西面がそれぞれ遠北面と近北面に改称された。

- 日本統治時代の1914年に日本による行政廃合で利川郡に合併した。この過程で一部の村が陰城郡に分割編入された。

| 朝鮮総督府令第111号 |              |                                                  |
| 旧行政区画          | 新行政区画   | 新行政区画                                       |
| 陰竹郡郡内面        | 利川郡清渼面 | 방추리、선읍리                                   |
| 陰竹郡東面          | 利川郡清渼面 | 나래리、노탑리、와현리、이황리、풍계리           |
| 陰竹郡南面          | 利川郡清渼面 | 대서리、송산리、어석리、오남리、장호원리、진암리 |
| 陰竹郡西面          | 利川郡雪星面 | 금당리、신필리、장능리、제요리、행죽리           |
| 陰竹郡近北面        | 利川郡雪星面 | 상봉리、송계리、암산리、자석리                   |
| 陰竹郡遠北面        | 利川郡雪星面 | 대죽리、수산리、장천리                           |
| 陰竹郡上栗面        | 利川郡栗面   | 본죽리、북두리、산성리、산양리、석산리、오성리   |
| 陰竹郡下栗面        | 利川郡栗面   | 고당리、신추리、월포리、총곡리                   |
- 1915年 清渼面管内の31個の里洞を13個に改編し、大西里の一部が雪星面に編入された。

- 1941年10月1日、清渼面が長湖院邑に昇格した。